# (38319) 1999 RG117
1999 RG117 (asteroide 38319) é um asteroide da cintura principal. Possui uma excentricidade de 0.15559540 e uma inclinação de 13.44204º.
Este asteroide foi descoberto no dia 9 de setembro de 1999 por LINEAR em Socorro.